# شاربيرت الأول
شاربيرت/كاربيرت الأول (الفرنسية:Caribert؛ اللاتينية:Charibertus؛ حوالي.517 - ديسمبر 567)؛ كان ملك باريس الميروفنجي، هو الابن الثاني لـ كلوتير الأول، ملك الفرنجة وبالتالي هو حفيد كلوفيس الأول أول ملوك الفرنجة، ووالدته إنغوند هي ابنة أحد ملوك تورينغيا؛ لم يصبح شاربيرت ملك الفرنجة على عكس والده وجده فالرغم من أنه أصبح الوريث بعد وفاة شقيقه الأكبر، إلا أن مع وفاة والده في 561 تم تقسيم المملكة بينه وبين أشفائه الأخرين، فتلقى نيوستريا (المنطقة بين السين واللوار)، وآكيتاين، ونوفيمبوبولانيا مع باريس العاصمة، وأيضا كانت مدن الرئيسية الأخرى روان، تور، بواتييه، ليموج، بوردو، تولوز، كأر، ألبي، وفي حين تلقى أخوته الأجزاء الأخرى، ولكن مع وفاته المبكرة في 567 قُسمت مملكته بين أشقائه.
تزوجت شاربيرت من إنغوبيرغا أنجبت له أربعة أبناء؛ ولكن من بينهم:-
- الملكة بيرثا؛ زوجة إيثلبيرت ملك كينت بحيث لها دور كبير في تحويل زوجها من الوثنية إلى المسيحية، وأيضا لها دور كبير في تطور المسيحية في إنجلترا.
- شاربيرت دي هاسبنغاو (555-636)؛ ربما يكون سلف لـ سلالة كابيتيون ملوك فرنسا لاحقاً، وأسرة بابنيبيرغ حكام النمسا في العصور الوسطى.